# Тузово (Курганская область)
Тузово — деревня в Альменевском районе Курганской области России. Входит в состав Иванковского сельсовета.

## География
Деревня находится на юго-западе Курганской области, в пределах южной части Западно-Сибирской равнины, в лесостепной зоне, на восточном берегу заболоченного озера Тузово, на расстоянии примерно 10 километров (9 км по автодороге) к северо-северо-западу (NNW) от села Альменева, административного центра района и в 122 км (205 км по автодороге через Альменево и Шумиху) к юго-западу от города Кургана. Абсолютная высота — 173 метра над уровнем моря.
Климат
Климат характеризуется как континентальный с недостаточным увлажнением, холодной малоснежной зимой и тёплым сухим летом. Средняя многолетняя температура самого холодного месяца (января) составляет −17,7°С, температура самого тёплого (июля) — +25,2°С. Среднегодовое количество осадков — 370—380 мм. Снежный покров держится в течение 150—160 дней в году.
Часовой пояс
Тузово, как и вся Курганская область, находится в часовой зоне МСК+2. Смещение применяемого времени относительно UTC составляет +5:00.

## Топоним
Туз-аул (Тузово) в переводе с татарского – берестяная деревня.

## История
Ичкинские татары являются наиболее ранними переселенцами, пришедшими на территорию Альменевского района. Они переселились в Зауралье после падения Казанского ханства. Дойдя до одного из притоков реки Исеть, они решили основать здесь свое поселение. Этот населенный пункт и приток реки они называли «Эцкен» (ичкин) – от глагола «пить».
В 1586 году двенадцать родов переселились из д. Ичкино на территорию современного Альменевского района, которая впоследствии стала Ичкинской волостью. Среди переселенцев были Тынкачевы, Байбулатовы, Анваровы, Асановы, Уразметовы, Искаевы, Кампачевы, Юмаевы, Мансуровы, Алферовы, Барашевы, Барамыковы,Сагдеевы. . Они жили в трех деревнях (Билькау (Бельково), Учкулево (Трехозерная) и Бишняк (Вишняково)) и считались беломестными казаками.
В 1720 году семь семей переселились к небольшому безымянному озеру на северо-западном участке земли ичкинцев и образовали станицу Туз-аул (Тузово).
Деревня входила в состав Ичкинской волости Челябинского уезда Оренбургской губернии. В деревне была деревянная мечеть, деревянная татарская школа и 8 ветряных мельниц.
В начале лета 1918 года была установлена белогвардейская власть (26 мая белочехи захватили г. Челябинск, 4 июня — станцию Шумиха).
15 июля 1919 года на Восточном фронте против Колчака 1-й Симбирский рабочий полк у д. Парамоново вел ожесточенный бой с белоказаками. Бой длился 20 часов и закончился разгромом белых. В бою погиб командир полка Космовский и его помощник Фокин.
В 1919 году образован Тузовский сельсовет. По данным на 1926 год состояла из 224 хозяйств. 
В годы Советской власти жители работали в колхозе «Путь к коммунизму», затем (после упразднения сельсовета) в колхозе «Труд».

## Население
| 1866 | 1868 | 1891 | 1900 | 1916  | 1926  | 1989 |
| ---- | ---- | ---- | ---- | ----- | ----- | ---- |
| 600  | ↗617 | ↗887 | ↘859 | ↗1125 | ↘1017 | ↘178 |
| 2002 | 2010 |      |      |       |       |      |
| ↘140 | ↘95  |      |      |       |       |      |

Гендерный состав
По данным Всероссийской переписи населения 2010 года в гендерной структуре населения мужчины составляли 45,3 %, женщины — соответственно 54,7 %.
Национальный состав
- Согласно результатам Всероссийской переписи населения 2002 года, в национальной структуре населения татары составляли 88 %[7].

- По переписи населения 1926 года проживало 1017 человек, все татары.

## Общественно-деловая зона
- Тузовский клуб, расположен в здании бывшей мечети
- Кладбище, расположено к юго-востоку от деревни

## Улицы
Уличная сеть населённого пункта состоит из двух улиц и одного переулка.